# جون بي. هايز
جون بي. هايز (بالإنجليزية: John B. Hayes)‏ هو ضابط أمريكي، ولد في 30 أغسطس 1924 في جيمستاون في الولايات المتحدة، وتوفي في 17 يناير 2001 في فلوريدا كيز في الولايات المتحدة بسبب حادث مرور.